# Жижгинский
Жижгинский (также просто Жижгин) — остров в Белом море. Входит в Архангельскую область России. Находится в сорока километрах к востоку от Соловецкого архипелага, в 5 километрах от Летнего берега, в горле Белого моря. Пролив между самим островом и Онежским полуостровом традиционно называют Жижгинская Салма. Навигационная обстановка сложная — подходы к острову затруднены выступающими от него песчаными косами (коргами).

## География
Площадь острова — около 5 км², рельеф холмистый. Посредине острова Жижгин имеется гора, к югу отлогая, к северу крутая, высотою до 27 метров над уровнем полной воды. Склоны горы и низменная поверхность острова покрыты поверх песка слоем земли, усеянной камнями. Побережье острова представляет собой каменистый, с примесью крупного камня обрывистый яр, высотой до 15 м над уровнем моря. В берега острова вдаются несколько мелких бухт. На крайнем севере от мыса Палецкий на 2 км тянется Чурнаволоцкая коса, на конце которой расположен каменистый островок Чур-Наволок (Чурнаволок). На сам островок можно добраться пешком во время отлива. Западнее косы, на расстоянии чуть меньше километра, находится мыс Быстрый. Крайняя южная точка острова – мыс Черняевский, в паре сотен метров западнее - мыс Толстик. На северо-западе острова находится мыс Быстрый. Практически по всему своему периметру Жижгинский окружен отмелями с глубинами менее 5 м, на которых разбросаны камни и банки. У восточного берега острова лежат две мели: банка Корга-Левтеиха (к западу от мыса Левтеиха) и банка Корга-Обеденко (южнее поселка Жижгин). Приливы направлены на юго-запад. 
На самом острове имеется несколько соленых озёр (например, оз. Солёное), а также несколько озёр с пресной водой, самое большое из которых оз. Водоносное, а также оз. Поморское и оз. Черняевское.

## Климат, флора и фауна
Климатическая зона — тундра, имеются небольшие леса. На острове растут берёза, осина, ольха, в небольшом количестве — сосна. Ввиду сурового климата и постоянных ветров деревья не вырастают выше 3-5, редко — 7 метров, с сильно деформированными стволами (т.н. «танцующие» березы). Остров богат ягодами (брусника, голубика, черника, костяника, морошка, малина) и грибами.
| Показатель                 | Янв.  | Фев. | Март  | Апр.  | Май  | Июнь | Июль | Авг. | Сен. | Окт. | Нояб. | Дек.  |
| -------------------------- | ----- | ---- | ----- | ----- | ---- | ---- | ---- | ---- | ---- | ---- | ----- | ----- |
| Абсолютный максимум, °C    | 4,2   | 3,1  | 5,9   | 16,0  | 24,9 | 28,0 | 31,0 | 28,5 | 22,2 | 16,1 | 10,1  | 4,9   |
| Средняя температура, °C    | −8,6  | −9,2 | −5,6  | −1,3  | 3,5  | 8,8  | 12,2 | 11,5 | 8,1  | 3,5  | −1,7  | −5,2  |
| Абсолютный минимум, °C     | −34,7 | −32  | −27,8 | −21,1 | −9,8 | −2,1 | 2,7  | 2,9  | −2,2 | −10  | −18,5 | −29,3 |
| Норма осадков, мм          | 21    | 15   | 21    | 16    | 27   | 34   | 38   | 43   | 43   | 43   | 34    | 22    |
| Источник: Погода в Жижгине |       |      |       |       |      |      |      |      |      |      |       |       |

Животный мир представлен леммингами, лисицами. Отмели вокруг острова — излюбленное место отдыха тюленей, в водах вокруг так же часто можно увидеть белух. Осенью и весной на острове останавливается множество перелётных птиц.

## Объекты острова
На острове находится действующий Жижгинский маяк, построенный в 1841 году по проекту выдающегося гидрографа вице-адмирала российского флота М.Ф.Рейнеке. Также находится метеорологическая станция Росгидромета. На острове есть разрушенный водорослевый комбинат. Вокруг Жижгинского в летний период до сих пор активно ведётся добыча ламинарии (морской капусты).
Имеется заброшенная взлётно-посадочная полоса, на которую не садятся самолёты. Единственный населённый пункт острова — посёлок Жижгин Летне-Золотицкого сельского поселения Приморского района.

## Интересные факты
- Остров был известен поморам еще в XIV веке. Они ловили в его окрестностях рыбу, укрывались у его берегов от штормов.
- Впервые остров был описан и нанесен на карту в 1777 году лейтенантом Василием Пусторжевским, возглавлявшим гидрографическую экспедицию, посланную из Архангельска на судне “Бар” для описи островов и рек в западной части Белого моря. Данные этой и других экспедиций использовались для составления рукописных карт Белого моря, о которых русские моряки были очень высокого мнения[1].
- Исследователь Севера Сергей Максимов, издавший несколько трудов о Белом море, высказал предположение, что название острова происходит от мужского имени Жожга[2]. По рассказам поморов, остров получил название в честь одного из трёх братьев, живших в тех местах и занимавшихся грабежом[3].
- На расстоянии чуть более 3 км к югу от острова Жижгин, в сторону мыса Ухт-Наволок, находится еще один мелкий остров Пулкорга.

## Топографические карты
- Лист карты Q-37-XXV,XXVI. Масштаб: 1 : 200 000. Состояние местности на 1981 год. Издание 1989 г.
- Зоренко Т. Н., Черемхина Г. М., Корепанов В. С. и др. Государственная геологическая карта Российской Федерации масштаба 1:200000. Издание второе. Серия Онежская. Лист Q-37-XXV,XXVI (Лопшеньга). 2013. МФ ВСЕГЕИ.